# Frederikshavn Station
Frederikshavn Station er en dansk jernbanestation i byen Frederikshavn i Vendsyssel.
Frederikshavn Station er endestation på både Vendsysselbanen fra Aalborg til Frederikshavn og Skagensbanen fra Frederikshavn til Skagen. Den åbnede i 1871, og flyttede til sin nuværende placering i 1979. Den betjenes i dag af tog fra jernbaneselskabet Nordjyske Jernbaner, der kører hyppige lokaltog fra Frederikshavn til Skagen og Aalborg.

## Historie
Den første station i Frederikshavn blev indviet 15. august 1871 sammen med Vendsysselbanen, der i første omgang gik fra Nørresundby til Frederikshavn. Senere kom der forbindelse til Aalborg Banegård via Jernbanebroen over Limfjorden, som blev åbnet for trafik 8. januar 1879.
Frederikshavns oprindelige station lå 3-400 m vest for den nuværende, nemlig mellem Rådhus Alle og Parallelvej, hvor der nu er rådhus og andre kommunale institutioner – navnet Jernbanegade minder stadig om denne placering. Frederikshavn Posthus og et pakhus var integreret i bebyggelsen, som var tegnet af N.P.C. Holsøe.
Banens indføring til byen var også en anden end den nuværende: øst for Flade Engvej fortsatte banen ad Vendsysselvej og Skagensvej, som altså er anlagt på det tidligere banetracé. Gartnerstien mellem Vestergade og Asylgade er også en rest af dette tracé. Allerede i 1945 blev det besluttet at flytte stationen, men det skete først i 1979.
Den gamle station blev revet ned i 1979 - kun posthuset blev bevaret. Den nye station blev i 1979 bygget på adressen Havnepladsen 30, 9900 Frederikshavn. Den er anlagt på opfyldt havbund, så der var god plads til et stort godsbaneterræn og med facliteter til servicering af jernbanemateriellet.

### Privatbanerne
Stationen blev udgangspunkt for Skagensbanen mellem Frederikshavn og Skagen, da denne åbnede i 1890. Den var i starten smalsporet (1.000 mm) og blev først omlagt til normalspor i 1924.
18. juli 1899 blev Sæbybanen indviet mellem Nørresundby og Frederikshavn over Sæby. Dens persontog fik også endestation her, men Sæbybanen havde sin egen godsstation Frederikshavn G lige syd for statsbanestationen mellem Rimmensgade og Vinkelvej (taget i brug samtidig med Sæbybanen). Frederikshavn G blev nedlagt 27. maj 1966.
Delstrækningen Sæby-Frederikshavn blev nedlagt i 1962. Det var især efter ønske fra Frederikshavn, som slap af med 16 jernbaneoverskæringer og fik rådighed over godsstationens 19.000 m² centralt beliggende jord til byudvikling.

### Frederikshavn Havnebane
15. august 1891 tog man et 1.400 m langt havnespor i brug. Det gik fra Rimmensgade mod syd ad den nuværende Rådhus Alle – som altså også er anlagt på banetracé – til færgekajen. Herfra gik to havnespor mod nordøst langs Toldbodkaj, og det ene fortsatte ud på Kulkaj. Sporet til havnen var trestrenget indtil 1924, så Skagensbanen også kunne bruge det. Ude på havnen var smalspor og normalspor adskilt.
Da Frederikshavn Havnestation blev flyttet i 1960, kunne en del af havnesporet genbruges som spor til færgeterminalen. Desuden blev der fra det nye godsbaneterræn anlagt 3 spor til Fragthavnen.
Sporet til færgeterminalen er lukket, men skinnerne er stort set bevaret til Færgehavnsvej. Enkelte steder er de taget op, eller der er asfalteret mellem dem, og banetracéet er skiltet som gangsti mellem færgeterminalen og jernbanestationen. Det sydligste spor til fragthavnen er fjernet. Sporet til Andelskaj krydser en parkeringsplads og er på selve kajen fyldt op med asfalt. Så kun det nordligste spor er umiddelbart farbart for tog. Det fører bl.a. ud til Danmarks eneste tilbageværende jernbanefærgeleje, hvor den kombinerede jernbane- og ro/ro-færge Stena Scanrail dagligt sejler til og fra Gøteborg. Efter åbningen af Øresundsbroen i 2000 er svensk godstrafik på skinner gået den vej, så Stena har kun overført en enkelt godsvogn eller et veterantog i ny og næ.

#### Strækninger hvor banetracéet er bevaret
- Det lukkede spor til færgeterminalen
- Havnebanen passerer Læsøfærgens plads
- De to nordlige havnespor deler sig
- Sporet til jernbanefærgelejet
- Jernbanefærgelejet

- Wikimedia Commons har flere filer relateret til Frederikshavn Havnebane

### Frederikshavn Havnestation
Efter at havnebanen var etableret, kørte nogle tog videre ned til Frederikshavn Dampskibsbro. Trafikken steg efterhånden som havnen fik flere skibsruter, og DSB indrettede en lille ekspeditionsbygning og anlagde en kort perron. I 1936 begyndte eksprestoget Nordpilen at køre mellem Frederikshavn og Hamburg, så der kom forbindelse mellem færgerne fra Gøteborg og Oslo og nattogene sydpå fra Hamburg. Nordpilen blev indstillet, da 2. Verdenskrig startede i 1939, men var igen i drift 1953-91.
I 1960 blev der indviet en ny havnestation med to perronspor, ekspeditionsbygning og landgangsbroer med trapper til perron, fortov og busholdeplads. Desuden var der opmarchpladser for biler, til- og frakørselsveje og busholdepladser. Samme år begyndte nattoget Kattegat-Express at køre i sommermånederne. Det medførte gennemgående vogne til København og liggevogne til Hamburg, de første år også sovevogne, samt en biltransportvogn, der dog ikke blev brugt ret meget og bortfaldt efter et par år. Toget kørte sidste gang i 1983.
I 1977 indviede man en ny og mere beskeden havnestation med kun ét spor ved Hotel Jutlandia, som lå tættere på den kommende Frederikshavn Station. I 1994 blev kørslen til havnestationen indstillet. Eksprestogene var væk, men alle typer tog havde kørt til havnestationen, og alligevel blev den benyttet for lidt.

## Faciliteter
Inde i stationsbygningen er der en 7-Eleven kiosk samt et venterum, toiletter og bagagebokse. 31. januar 2019 er 7-Eleven kiosken nedlagt. Som begrundelse herfor stod bl.a. følgende i Skagen Avis: I dag betjener ni ud af 10 af DSB’s kunder sig af DSB’s digitale platforme, når de køber billetter og søger information om deres rejser. Det har været medvirkende til det svigtende antal betjeninger i butikken, men også salget af andre varer er vigende. Blandt andet underholder flere rejsende sig gennem de elektroniske medier i stedet for at købe blade og magasiner.
Ved spor 1 ligger Frederikshavn Busterminal, der har busforbindelser med bl.a. Aalborg, Sæby, Brønderslev og Sindal.